# Забел (земљиште)
Забел је у средњовековној Србији био омеђена територија са искључивим правом коришћења од стране власника. 

## Забел
Забел је омеђена територија која се по искључивим правима коришћења издвајала из целине. Забели су се делили у две основне групе: на пољске и дубравне. Забел је могло бити и неко риболовно подручје. Један део Плавског језера имао је статус забела. Милутин тај простор назива забелом краљевства ми и поклања га манастиру Светог Стефана у Бањској. Језерских и речних забела је, међутим, било знатно мање од дубравних или пољских. Под дубравама се подразумевају већи или мањи шумски комплекси жирородног дрвећа. У средњем веку није постојала оскудица у дрвету те потреба за дубравним забелима није била велика. Највише је било пољских забела, односно пашњачких површина у нижим пределима. Пошто је пашњака било и на знатним надморским висинама, на планинама, и планине су претваране у забеле (Коритник, Туренско поље, Овче Поље и сл). Сваки забел је био потчињен неком господару са искључивим правом коришћења. Као господари се најчешће помињу српски владари и цркве, а вероватно су власници забела били и припадници властеле. У забелима је могла пасти и стока других власника који су плаћали траварину (планиниотик). Обично су служили за гајење оваца, посебно подмлатка, а такође и за узгој коња. Свако лице које бу са стоком бесправно ушло у туђи забел кажњавано је високом глобом. Почетком 14. века она је износила 100 перпера за бесправни улазак у забеле манастира Светог Ђорђа код Скопља, а половином истог века чак 300 перпера за бесправни улазак у забеле манастира Светих арханђела код Призрена, што је забележено у Светоарханђеловској хрисовуљи.